# Dickstängel
Die Dickstängel (Sarcocaulon), auch Buschmannskerzen genannt, sind eine Pflanzengattung innerhalb der Familie der Storchschnabelgewächse (Geraniaceae). Ihr Verbreitungsgebiet befindet sich im südlichen Afrika. Der Trivialname „Buschmannskerzen“ bezieht sich auf Arten wie das kniehoch werdende Sarcocaulon patersonii, deren Stämmchen und Ästchen von einem harzhaltigen Korkmantel umgeben sind, der wie eine Kerze brennt und den San als Brennmaterial dient.

## Beschreibung

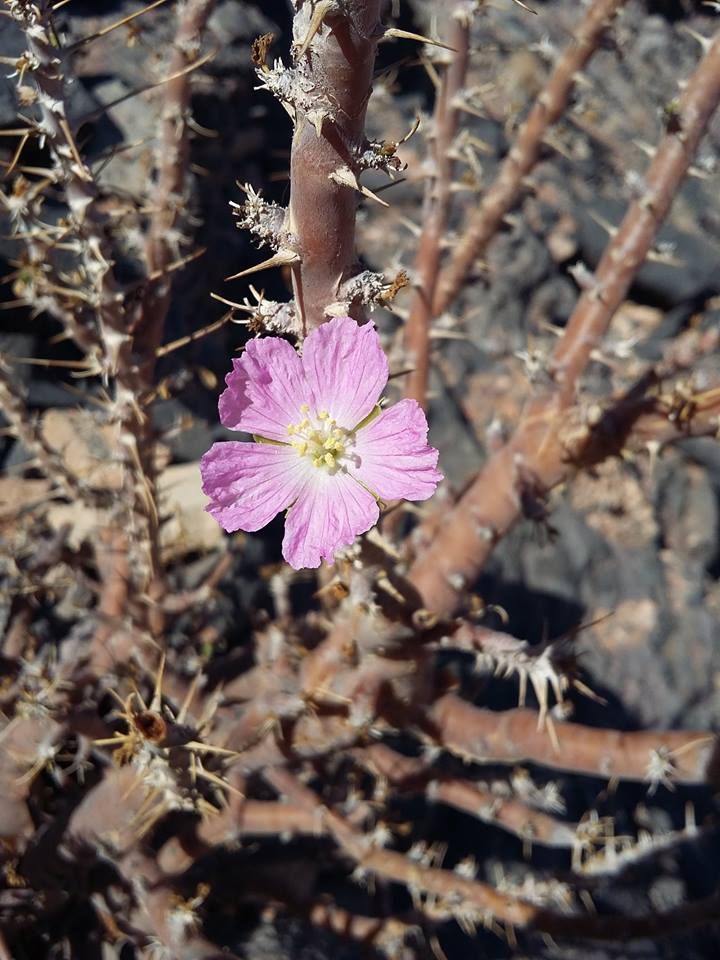
Bewehrte Zweige und radiärsymmetrische Blüte von Sarcocaulon marlothii

### Vegetative Merkmale
Sarcocaulon-Arten sind stark sukkulente, bewehrte Zwergsträucher. Die mehr oder weniger aufrechten Zweige sind mit einer Wachsschicht überzogen. Es werden zwei Blatttypen ausgebildet: stachelförmige und solche mit deutlicher Blattspreite, mit glattem, gelapptem oder gezähntem Blattrand. Es sind Nebenblätter vorhanden.

### Generative Merkmale
Die Blüten stehen über zwei Tragblättern einzeln in den Blattachseln.
Die zwittrigen Blüten sind radiärsymmetrisch und fünfzählig mit doppelter Blütenhülle. Die je fünf Kelch- und Kronblätter sind frei. Es sind drei Kreise mit je fünf Staubblättern vorhanden, ein Kreis mit langen und zwei mit kurzen Staubfäden (darin unterscheidet sich diese Gattung von allen anderen der Familie). Fünf Fruchtblätter sind zu einem oberständigen Fruchtknoten verwachsen.
Die Spaltfrucht zerfällt in fünf Teilfrüchte. Der lang behaarte „Fruchtschnabel“ ist hygroskopisch.

## Systematik
Den Rang einer Gattung Sarcocaulon (DC.) Sweet hat sie 1827 in Hortus Brit. 73 erhalten. Der Gattungsname Sarcocaulon setzt sich aus den altgriechischen Wörtern sarkos für „fleischig“ und caulon für „Stamm“ zusammen.
Der Umfang der Gattungen dieser Verwandtschaftsgruppe Sarcocaulon versus Monsonia wird kontrovers diskutiert, siehe: F. Albers: The taxonomic status of the genus Sarcocaulon. In: South African Journal of Botany, Volume 62, 1996, S. 343–347; L. L. Dreyer, O. A. Leistner, P. Burgoyne, G. F. Smith: Sarcocaulon: genus or section of Monsonia (Geraniaceae)? In: South African Journal of Botany, Volume 63, 1997, S. 240; R. O. Moffett: The taxonomic status of Sarcocaulon. In: South African Journal of Botany, Volume 63, 1997, S. 239–240; T. Touloumenidou, F. T. Bakker, F. Albers: The phylogeny of Monsonia L. (Geraniaceae). In: Plant Systematics and Evolution, Volume 264, Issue 1–2, 2007, S. 1–14; Sara García-Aloy, Isabel Sanmartín, Gudrun Kadereit, Daniel Vitales, Ana María Millanes, Cristina Roquet, Pablo Vargas, Marisa Alarcón, Juan José Aldasoro: Opposite trends in the genus Monsonia (Geraniaceae): specialization in the African deserts and range expansions throughout eastern Africa. In: Scientific Reports, Volume 7, Artikelnummer 9872, August 2017.
Die Gattung Sarcocaulon wird in vier Untergattungen gegliedert und enthält insgesamt 14 Arten:
- Untergattung Crenatum Moffett: Sie enthält drei Arten:
  - Sarcocaulon crassicaule Rehm (Syn.: Monsonia crassicaule (Rehm) Alpers)
  - Sarcocaulon ciliatum Moffett
  - Sarcocaulon flavescens Rehm
- Untergattung Denticulatum Moffett: Sie enthält drei Arten:
  - Sarcocaulon marlothii Engl.
  - Sarcocaulon mossamedense Heim
  - Sarcocaulon inerme Rehm
- Untergattung Multifidum Moffett: Sie enthält drei Arten:
  - Sarcocaulon herrei L.Bolus
  - Sarcocaulon multifidum E.Mey. ex R.Knuth
  - Sarcocaulon peniculinum Moffett
- Untergattung Sarcocaulon: Sie enthält fünf Arten:
  - Sarcocaulon camdeboense Moffett
  - Sarcocaulon l'heritieri Sweet
  - Sarcocaulon patersonii (DC.) G.Don (Syn.: Sarcocaulon rigidum Schinz)
  - Sarcocaulon salmoniflorum Moffett
  - Sarcocaulon vanderietiae L.Bol. (Syn.: Sarcocaulon burmannii auct. non (DC.) Sweet)

## Bilder
Sarcocaulon crassicaule:

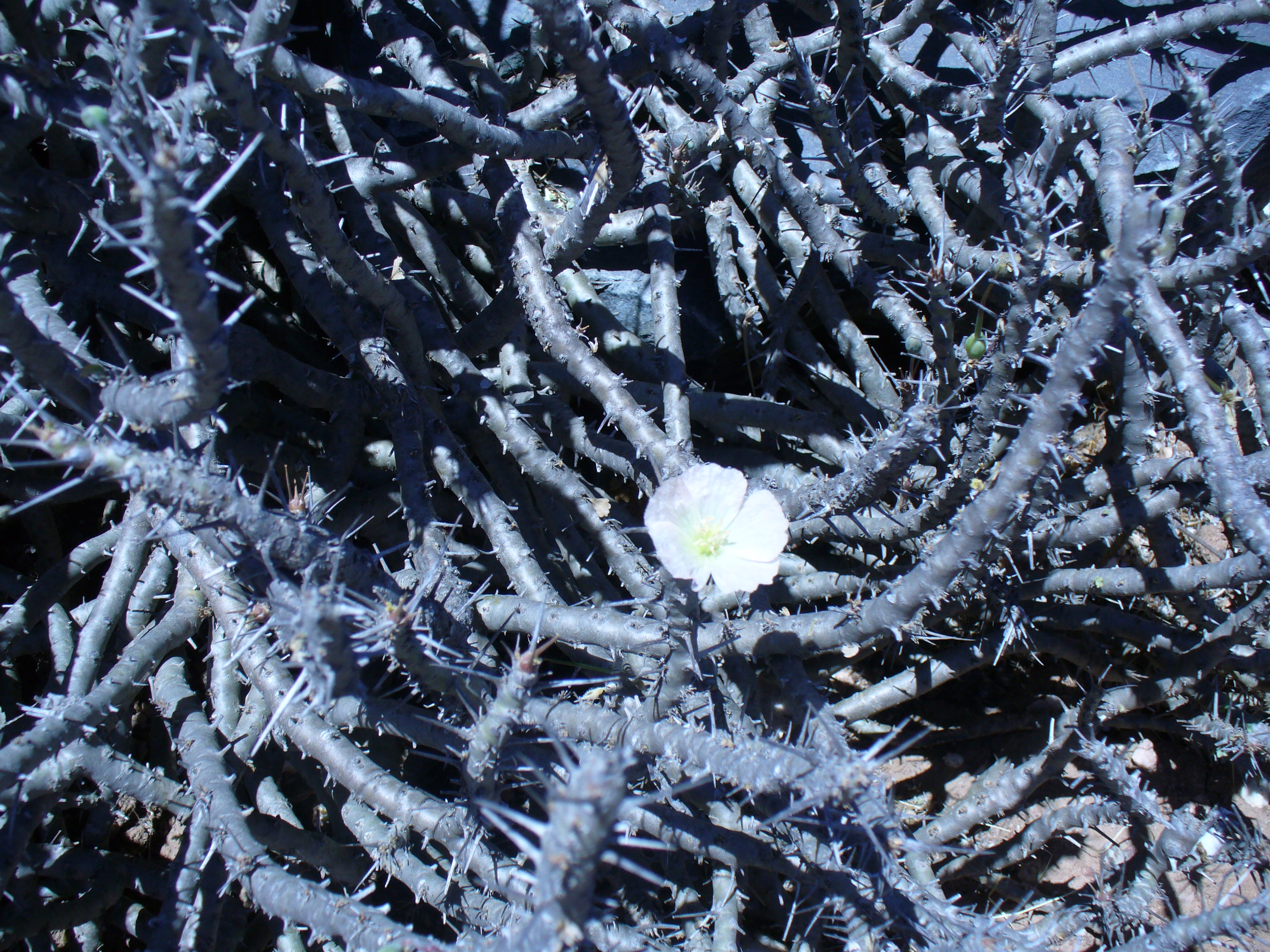
Im Sommer
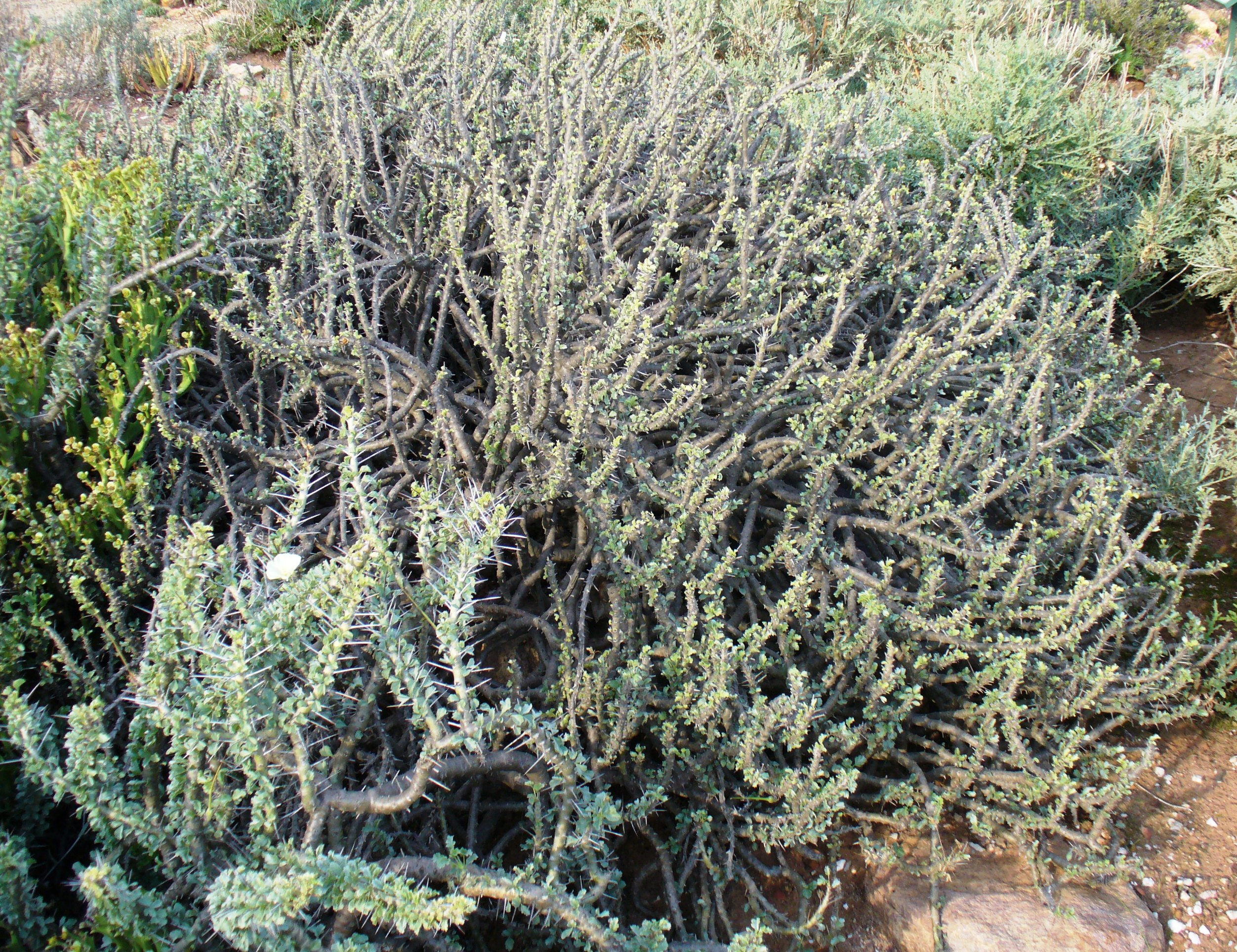
Gleiche Pflanze in Winter
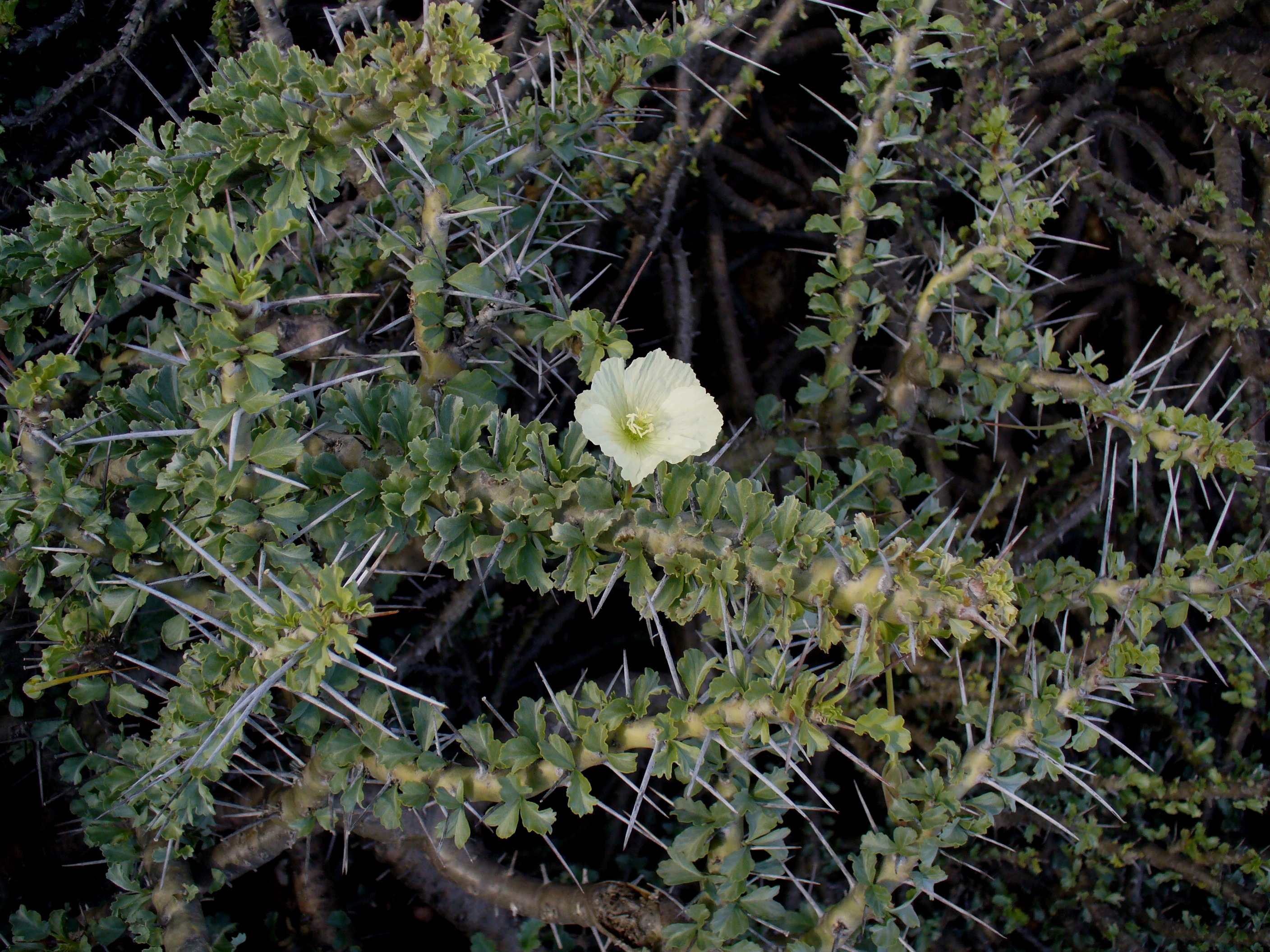
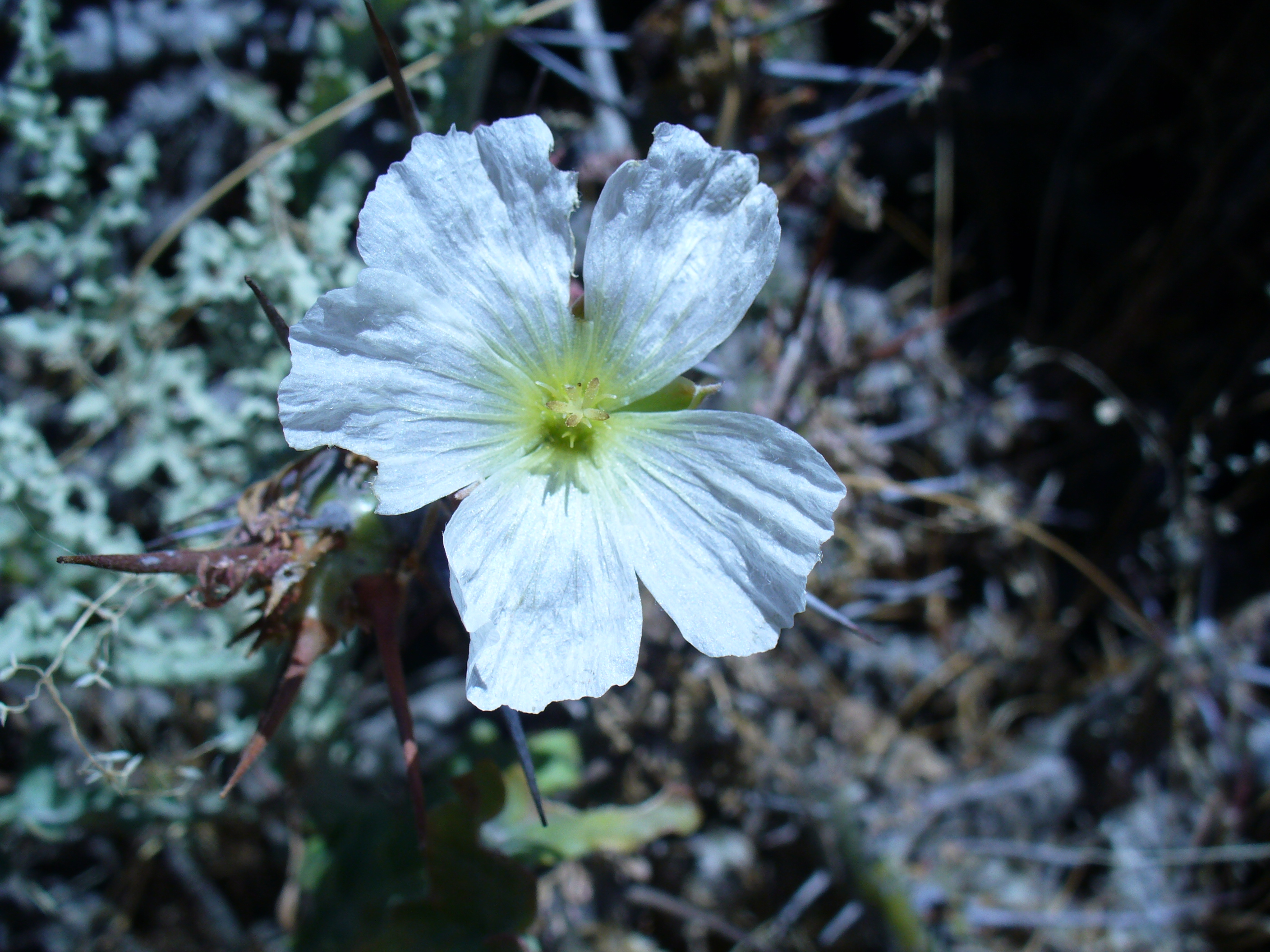
Blüte
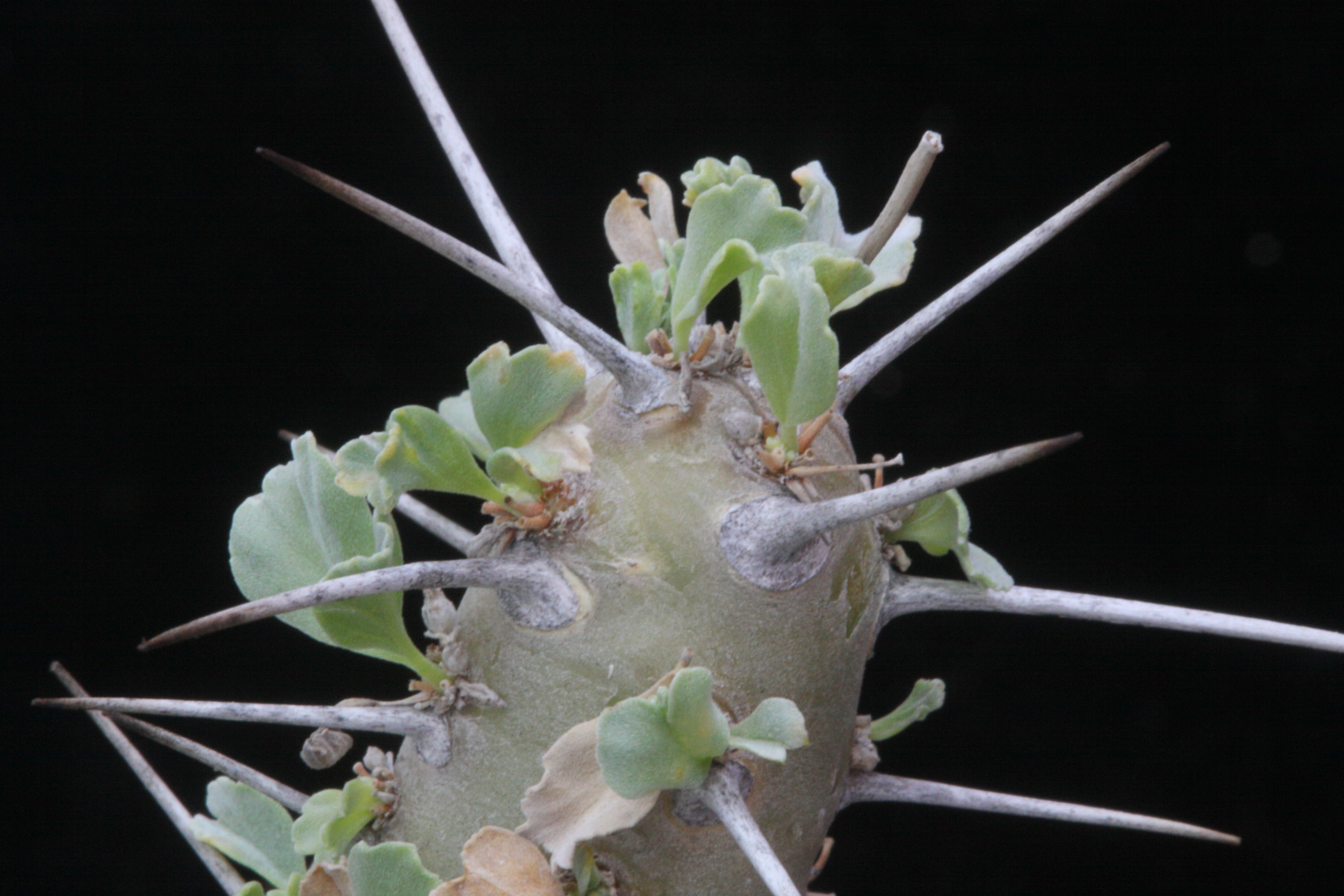
Körper Nahaufnahme
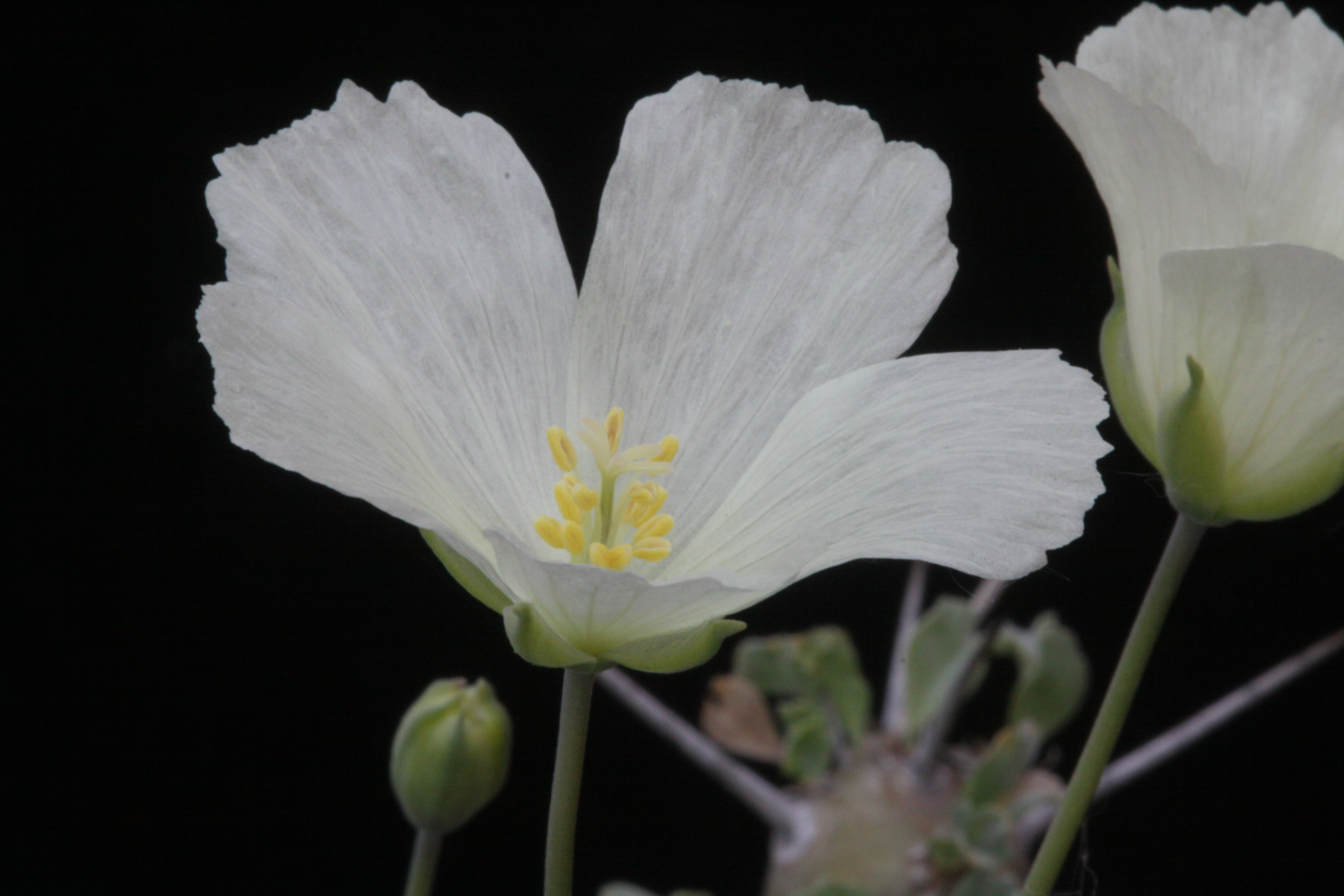
Blüte Nahaufnahme